# یواس‌اس سوتفیلد (۱۸۵۷)
یواس‌اس سوتفیلد (۱۸۵۷) (به انگلیسی: USS Southfield (1857)) یک کشتی بود که طول آن ۲۰۰ فوت (۶۱ متر) بود. این کشتی در سال ۱۸۵۷ ساخته شد.